# Art & marges museum
Het Art & marges museum is een museum in Brussel-stad. Het werd opgericht in 1984 onder de naam Art en Marge en hield de eerste tentoonstelling in 1986. Het museum kreeg de huidige naam in 2009.
In het museum staat permanent werk van twintig kunstenaars opgesteld. Daarnaast is er werk uit binnen- en buitenland te zien in tijdelijke exposities. De collectie bestaat uit meer dan 2.500 kunstwerken.
In het museum wordt art brut vertoont, ook wel outsiderkunst genaamd. Marge in de naam van het museum verwijst daarbij zowel naar de kunstwerken als naar de makers. De kunstenaars zijn veelal autodidactisch, waardoor de kunst niet de regels van het gangbare circuit volgt. Daarnaast zijn de kunstenaars veelal niet bekend en leven ze soms geïsoleerd. Veel werk is afkomstig uit workshops van kunstenaars met een (psychiatrische) beperking.
Het museum is gevestigd in de Marollen achter het UMC Sint-Pieter, nabij het Hallepoortpark, het Vossenplein en de stripmuur in de Kapucijnenstraat.